# Gornet-Cricov
Gornet-Cricov è un comune della Romania di 2 536 abitanti, ubicato nel distretto di Prahova, nella regione storica della Muntenia.
Il comune è formato dall'unione di sei villaggi: Coșerele, Dobrota, Gornet-Cricov, Priseaca, Țărculești, Valea Seacă.